# Orogrande (Nuevo México)
Orogrande es un lugar designado por el censo (en inglés, census-designated place, CDP) situado en el condado de Otero, Nuevo México, Estados Unidos. Según el censo de 2020, tiene una población de 35 habitantes.

## Historia
La localidad pasó a llamarse Orogrande cuando se descubrió una pepita de oro del tamaño del dedo de un hombre en 1905.
La prospección había comenzado ya en 1879 en las Montañas Jarilla, pero el descubrimiento de 1905 desató la fiebre del oro y dio origen al pueblo de Orogrande.
Durante varios años el pueblo fue el centro de una intensa actividad minera y la población creció hasta alcanzar varios miles de personas. Casi de la noche a la mañana se construyeron unas cien casas para albergar solo a una fracción de la afluencia de personas. Algunos se vieron obligados a vivir en chozas y tiendas de campaña construidas apresuradamente.
Como sucedió tantas veces antes, hubo menos oro del que se había previsto y la actividad minera comenzó a decaer. Hoy Orogrande se reduce a una oficina de correos, unos pocos comercios y una decena de familias.

## Geografía
La localidad está ubicada en las coordenadas 32°23′21″N 106°06′31″O / 32.38917, -106.10861 (32.389294, -106.108507).  Según la Oficina del Censo de los Estados Unidos, tiene una superficie de 14.71 km² de tierra y 0.001 km² de agua.

## Demografía
Según el censo de 2020, hay 35 personas residiendo en la localidad. La densidad de población es de 2.38 hab./km². El 74.29% de los habitantes son blancos, el 5.71% son afroamericanos, el 2.86% es isleño del Pacífico y el 17.14% son de una mezcla de razas. Del total de la población, el 8.57% son hispanos o latinos de cualquier raza.